# Alison Oliver
Alison Oliver (nacida el 3 de junio de 1997) es una actriz irlandesa. Es conocida por su papel debut como Frances en la miniserie Conversations with Friends (2022) de BBC Three y Hulu,  ." '

## Biografía
Oliver nació en Ballintemple, Cork, antes de mudarse a Blackrock cuando era joven. Su madre es trabajadora social y su padre trabajaba en el comercio de automóviles. Asistió a Scoil Mhuire, una escuela privada en Cork, y tomó lecciones de teatro, canto y baile en The Performer's Academy y la Cork School of Dance. Solicitó ingreso a la escuela de teatro del Trinity College Dublin, The Lir Academy, pero primero la invitaron a tomar un curso básico de un año de duración en Actuación y Teatro. Hizo una nueva audición después de completar el curso,   y se graduó con una Licenciatura en Actuación en 2020. 
Oliver está saliendo con la también actriz y exalumna de Lir Éanna Hardwicke .  Ella es vegetariana.  Actualmente vive en Dalston, Londres, con su hermana.

## Trayectoria
Oliver consiguió su primer papel televisivo como Frances Flynn en Conversations with Friends, una adaptación en miniserie de la novela debut de Sally Rooney de 2017 del mismo nombre desarrollada por Element Pictures para BBC Three y Hulu. Recibió la noticia de que la habían elegido para Conversaciones con amigos la mañana después de graduarse de la escuela de teatro. 
Oliver hizo su debut teatral en Londres en Women, Beware the Devil en el Teatro Almeida en febrero de 2023,  y desde abril de 2023 protagoniza Dancing at Lughnasa en el National Theatre .
En 2023 apareció en la miniserie dramática Best Interests de BBC One. 
Oliver hizo su debut cinematográfico en Saltburn, escrita y dirigida por Emerald Fennell. 

## Filmografía

### Películas
| Año  | Título     | Rol            |
| ---- | ---------- | -------------- |
| 2023 | Saltburn   | Venetia Catton |
| 2024 | The Beacon | Cass           |
| 2024 | The Order  | Debbie Mathews |

### Televisión
| Año  | Título                     | Rol           |
| ---- | -------------------------- | ------------- |
| 2022 | Conversations with Friends | Frances Flynn |
| 2023 | Best Interests             | Katie         |